# 馬場省一
馬場 省一（ばば しょういち、1935年2月25日 - 2007年2月15日）は、日本のチェロ奏者。東京出身。東京芸術大学卒業。青木十良、小澤弘に師事。
また、かつてはエリザベト音楽大学教授を務めていた。
オペラ演出家の馬場紀雄は甥。

## 略歴
- 1958年度文化放送音楽賞受賞。
- プロムジカ弦楽四重奏団チェリストを2年間務めた後、ウィーンへ留学、R・クローチャック教授に師事。
- 1965年より、東京フィルハーモニー交響楽団首席チェリストを16年務める。
- 1982年より、福岡モーツァルトアンサンブルのメンバーとしてベートーヴェンの弦楽四重奏曲全曲演奏に参加。
- 1986年より、アンサンブル・ボアのメンバー。